# Votschia nemophila
Votschia nemophila är en viveväxtart som först beskrevs av Henri François Pittier, och fick sitt nu gällande namn av B. Ståhl. Votschia nemophila ingår i släktet Votschia och familjen viveväxter. Inga underarter finns listade i Catalogue of Life.